# چشم حورس
| D10 |

| D10 |

وادجت که بعدها به چشم حورس معروف شد.

چشم حورس نشان محافظت، قدرت پادشاهی و سلامت در مصر باستان می‌باشد. این چشم برای ایزدبانو وادجت (همینطور نوشته شده به صورت "ودجت"، اودجات، "اوآدجت"، "ودیوجت"، "ادجو" یا "اوتو") بوده و با نام چشم رع نیز شناخته می‌شود.
نام وادجت گرفته شده از کلمهٔ "وادج" به معنی "سبز" بوده اما در میان یونانیان و رومیان به نام «یوریوس» شناخته می‌شود که از کلمهٔ مصری "ایارت" به معنی "برخاسته" گرفته شده و با تصویر کبرای برخاسته، مفهوم محافظت را می‌رساند. وادجت یکی از اولین خدایان مصری بوده و بعدها با خدابانویان دیگری چون باستت، سخمت، موت و حاثور ترکیب شد. وی خدای مصر سفلی بوده و معبد داخل دلتا را محافظت می‌کرده است. حاثور نیز با این چشم نمایش داده شده است.
طلسم‌های مراسم تدفین غالباً به شکل چشم حورس ساخته می‌شدند. وادجت یا چشم حورس عنصر اصلی هفت دستبند طلایی، عقیقی و لاجوردی پیدا شده در مومیایی شوشنک دوم است. وادجت قرار بوده است تا از فرعون در برابر شیطان و زندگی پس از مرگ محافظت کند. ملوانان مصری و خاورنزدیک در عصر باستان این نقش را بر روی قایق خود ترسیم می‌کردند تا در طول سفر دریایی در امان باشند.

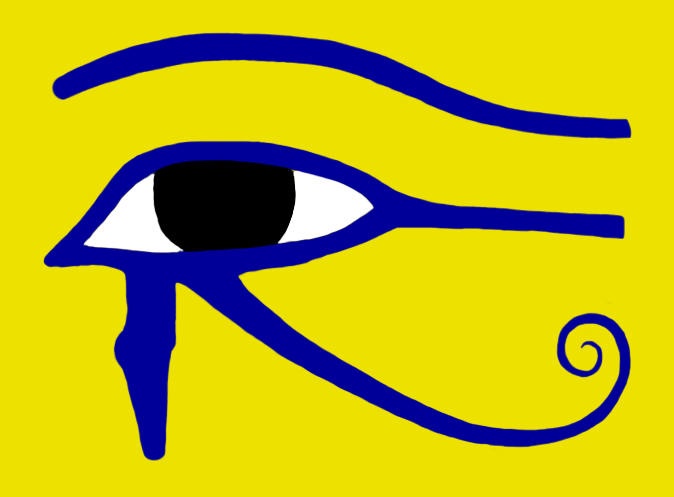
چشم حوروس

سمبل چشم حوروس : 𓂀

## حوروس
حورس ایزد آسمان در مصر باستان بود که به صورت یک شاهین، لاچین یا بحری تصویر می‌شده است. چشم راست او با خدای خورشید، رع مرتبط بود. نقش چشم نشانگر چشم شاهین بوده و یک قطره اشک را در پایین داشت. آینهٔ تصویر، یا چشم چپ، گاهی به نشانهٔ ماه و خدای آن، تحوت، به کار می‌رفته است.
بر اساس افسانه‌ها، ست و حورس بعد از مرگ ازیریس بر سر تخت پادشاهی او می‌جنگیدند و ست چشم راست حورس را از جا می‌کند. اکثر قسمت‌های چشم توسط حت‌حور یا تحوت گرد هم می‌آید و تکه‌ی آخر به کمک جادو ساخته می‌شود. زمانی که چشم حورس ترمیم می‌شود، آن را به پدرش تقدیم می‌کند تا شاید بتواند جانش را بازیابد. بنابراین، چشم حورس معمولاً به عنوان نماد فداکاری، شفا، ترمیم و محافظت استفاده می‌شود.

حوروس

## چشم به عنوان سمبل و هیروگلیف
هفت هیروگلیف برای به تصویر کشیدن چشم استفاده شده است که معمول‌ترین آن "آیر ت" به معنی "ساختن و انجام دادن" یا "کسی که انجام می‌دهد" می‌باشد. در افسانه‌های مصری چشم حورس تنها یک عضو دیداری بدون حس نیست بلکه عامل عمل، محافظت و غضب شناخته می‌شود.

## ریاضیات

ارزش‌های حسابی قسمت‌های چشم حورس.

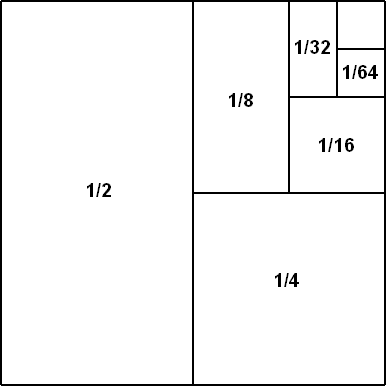
کسرهای متعارفی با نمایش مربعی.

در مصر باستان اکثر کسرها را به صورت مجموع دو یا چند کسر متعارفی کوچکتر که کسر واحد (صورت آن‌ها ۱ است) می‌باشد، در می‌آوردند. به این صورت که {\displaystyle {\frac {3}{4}}={\frac {1}{2}}+{\frac {1}{4}}}.
قسمت‌های مختلف چشم حورس در مصر باستان به صورت تقسیم عدد یک بر شش توان اول عدد دو فرض می‌شده است:
قسمت راست چشم = ‎۱/۲
مردمک = ‎۱/۴
ابرو = ‎۱/۸
قسمت چپ چشم = ‎۱/۱۶
منحنی دم = ‎۱/۳۲
اشک = ‎۱/۶۴
تصور می‌شد که پاپیروس ریاضیات ریند شامل جداول کسرهای متعارفی چشم حورس باشند. اما تحقیقاتی که از دههٔ ۱۹۷۰ بر روی ریاضیات مصری شروع شده و تاکنون نیز ادامه داشته، نشان داده است که این نظریه غلط بود و در سال ۲۰۰۳ جیم ریتر غلط بودن آن را ثابت کرد.
سیر تکاملی علائم استفاده شده در ریاضی، با این که به قسمت‌هایی از چشم حورس شبیه بوده، کاملاً واضح است.

## نگارخانه

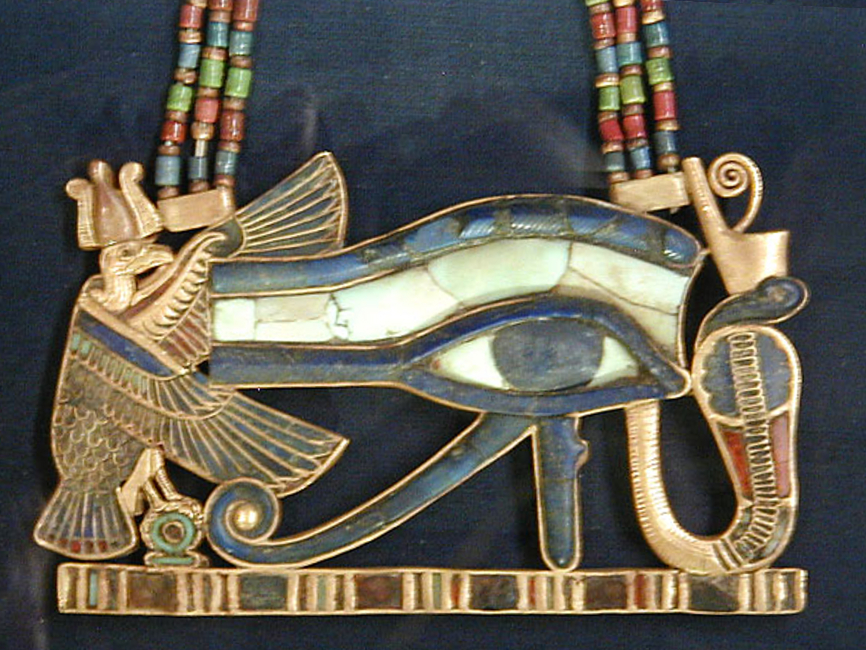
آویز چشم حورس یا وادجت
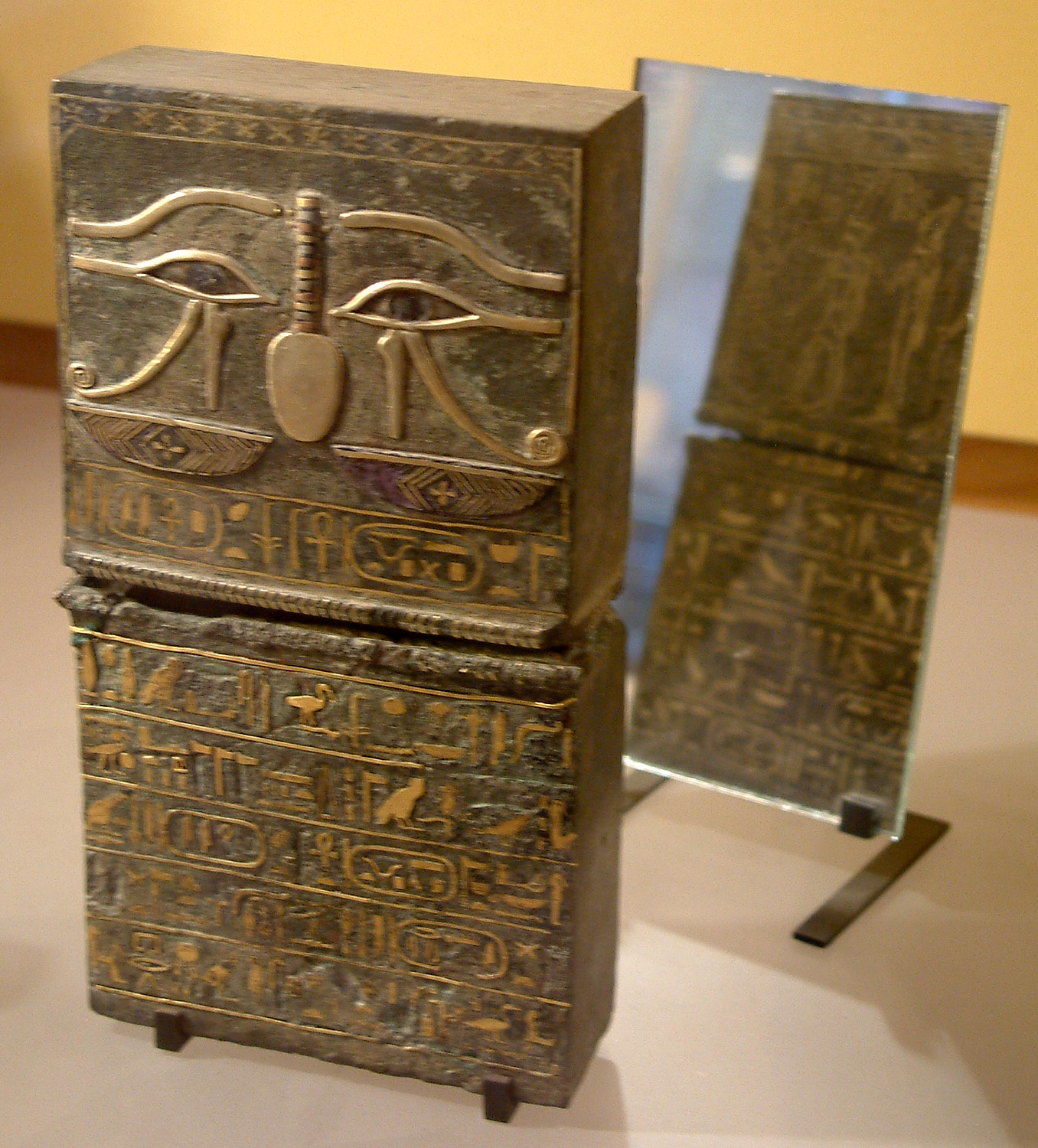
جعبه چوبی
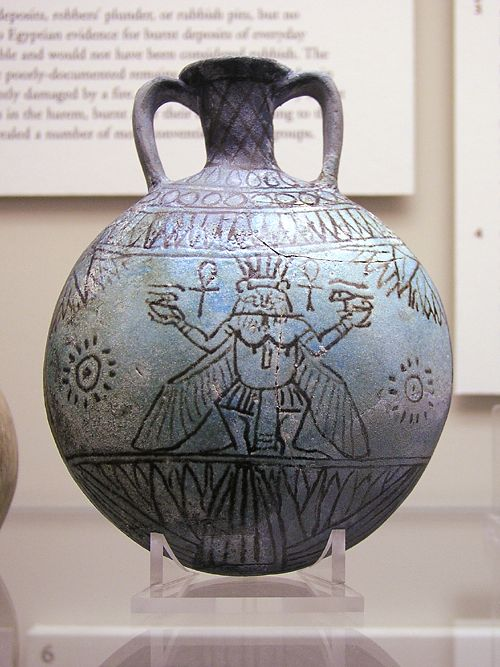
ظرف سفالی منقوش به بس که چشم حورس را در دست دارد
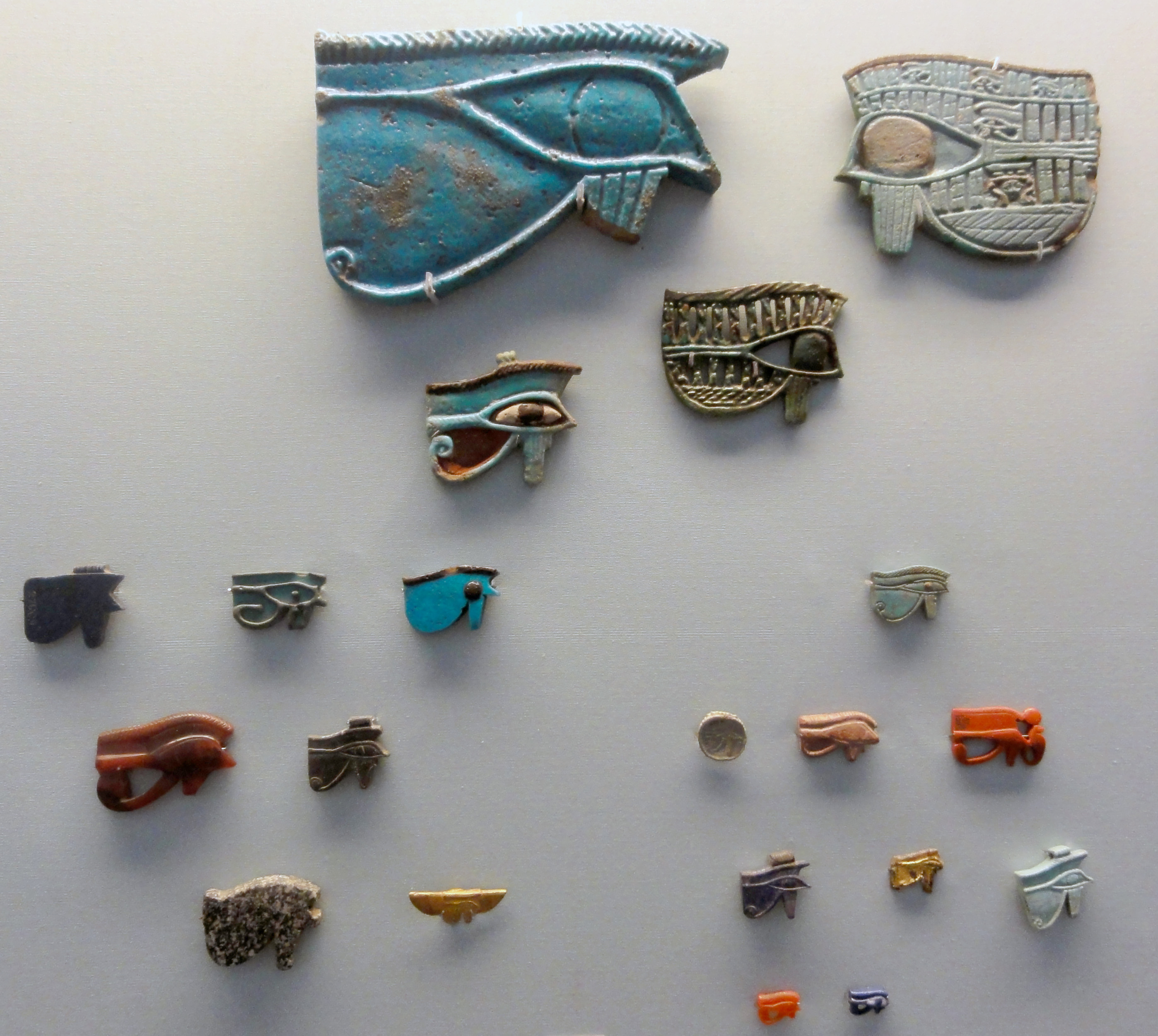
مجموعه‌ای از طلسم‌ها، موزه بریتانیا اتاق ۶۲
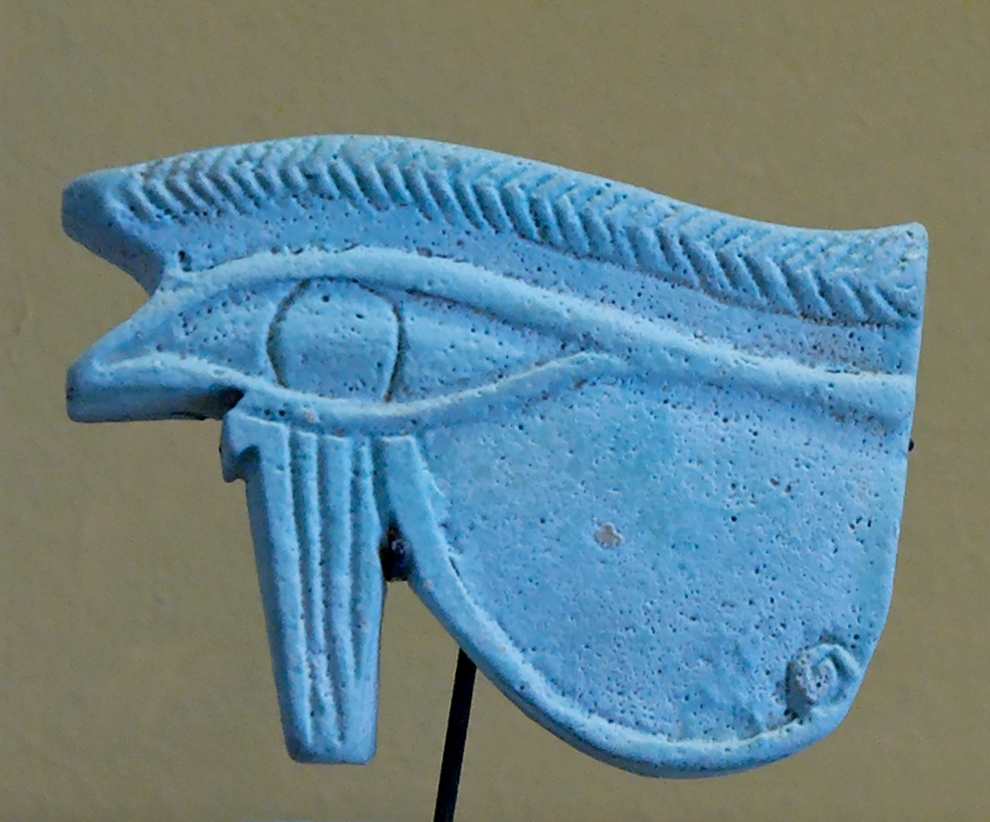
طلسم سفالین وادجت، موزه لوور
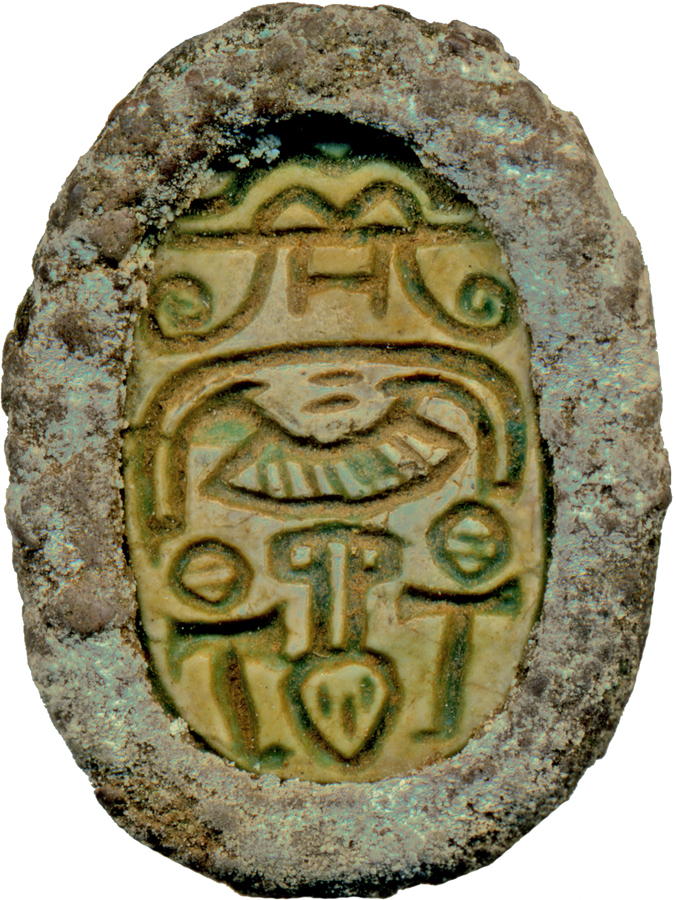
سوسک سرگین غلتان، موزه هنر والترز